# Montilly-sur-Noireau
Montilly-sur-Noireau – miejscowość i gmina we Francji, w regionie Normandia, w departamencie Orne.
Według danych na rok 1990 gminę zamieszkiwało 720 osób, a gęstość zaludnienia wynosiła 65 osób/km² (wśród 1815 gmin Dolnej Normandii Montilly-sur-Noireau plasuje się na 314. miejscu pod względem liczby ludności, natomiast pod względem powierzchni na miejscu 440.).